# Batalha do Ríndaco (74 a.C.)
A Batalha do rio Ríndaco foi travada entre as forças da República Romana, sob o comando geral de Lúcio Licínio Lúculo, e a cavalaria de Mitrídates VI do Ponto, que seguia de Cízico para a Bitínia, em 74 a.C. perto do rio Ríndaco no contexto da Terceira Guerra Mitridática.

## Contexto
Em 74 a.C., o exército de Mitrídates VI estava acampado perto da cidade de Cízico, na Mísia, que estava cercada e resistia esperando chegada dos romanos.
O general romano Lúcio Licínio Lúculo, chegando perto do acampamento inimigo, soube através de desertores que o exército pôntico contava com mais de 300 000 homens, entre combatentes e não combatentes, e que todos os seus suprimentos chegavam por terra e por mar. Então ele decidiu montar seu acampamento perto do acampamento de Mitrídates, mas sobre uma colina facilmente defensável e de onde poderia, além de receber seus próprios suprimentos, atrapalhar os de Mitrídates.
Embora se esperasse que Mitrídates atacasse os romanos aproveitando sua imensa superioridade numérica, o rei pôntico preferiu não fazê-lo para se concentrar na captura de Cízico utilizando todas as suas armas de cerco no assalto à muralha. Seu plano era resolver o problema provocado pela interrupção do aprovisionamento desde a chegada das forças de Lúculo. Como dispunha de muitos soldados, Mitrídates atacou a muralha de todas as formas possíveis, mas preferiu poupar seus cavalos, inúteis na operação do cerco, principalmente pela falta de forragens e dos danos provocados aos seus cascos no terreno pedregoso. Mitrídates decidiu enviar os animais para a Bitínia juntamente com os soldados feridos, ignorando o acampamento romano.

## Batalha
Apiano e Plutarco contam que Lúculo, ao saber da movimentação, retornou ao seu acampamento durante a noite e, na manhã seguinte, a despeito de uma tempestade, saiu com dez coortes de legionários e sua cavalaria para seguir o inimigo enfrentando a neve que caía. Muitos soldados, por causa do frio, foram enviados de volta, mas a maior parte do exército de Lúculo alcançou o inimigo perto do rio Ríndaco e lhes infligiu uma terrível derrota. 6 000 cavalos e 15 000 homens foram capturados além de um número incerto de animais de carga e uma grande quantidade de suprimentos, que foram levados de volta ao acampamento de Lúculo perto de Cízico.

## Consequências
Depois desta primeira vitória de Lúculo, as tropas de Mitrídates reiniciaram o cerco à cidade de Cízico, mas foram cercadas pelas forças romanas.